# Helena Bruntálská z Vrbna
Helena (též Alena) Bruntálská z Vrbna (německy Helene von Wrbna-Freudenthal, kolem roku 1592 – 21. srpna 1657) byla moravská šlechtična ze slezské linie rodu Bruntálských z Vrbna žijící na přelomu 16. a 17. století.

## Život
Narodila se jako dcera Albrechta mladšího Bruntálského z Vrbna a jeho manželky Johany Sedlnické z Choltic. Měla sestru Annu Marii a bratra Hynka.
V dospělosti se Helena provdala za svého ovdovělého bratrance Jiřího Bruntálského z Vrbna. Manželé měli syna Jana Jiřího (mezi roky 1597- 1643), dceru Annu Alžbětu (mezi roky 1597- 1643), Kateřinu (mezi roky 1597- 1643), Juditu Rebeku (1612-1690).
Její manžel se v době stavovského povstání proti císaři držel v mezích umírněných sympatií, nakonec se však přidal k rebelům. Byl členem moravského direktoria a vykonával úřad nejvyššího soudce. Za to však po bělohoroské porážce vzbouřených stavů updal v nemilost a coby jeden z dvaceti moravských šlechticů byl uvržen do žaláře v brněnské pevnosti Špilberk, kde následujícího roku během čekání na rozsudek na následky věznění zemřel.
Zbylým devatenácti obviněným byl soudem 3. listopadu 1622 na Staré brněnské radnici trest zmírněn na doživotní vězení. Rodový majetek, lipnické a helfštýnské panství, pak v rámci následných konfiskací připadly do majetku moravského místodržitele a olomouckého biskupa Františka kardinála z Ditrichštejna. Vdova po Jiřím Helena si směla ponechat pouze malý statek Kvasice, s příslibem, že konvertuje i s dětmi ke katolictví.
Dcera Judith Rebeka Eleonora, která se provdala za císařského diplomata a ministra Jana Maxmiliána z Lambergu (1608-1682) a stala se prostřednictvím svého syna Františka Josefa pramátí knížat z Lambergu.
V roce 1626 se Helena znovu provdala, jejím manželem se stal zemský hejtman na Moravě, Jan z Rottalu. Manželé měli dceru Marii Eleonoru (asi 1629-1655), která se později stala druhou manželkou císařského diplomata Ferdinanda Arnošta z Valdštejna a matkou pokračovatele rodu Arnošta Josefa z Valdštejna.